# Osbornellus asperus
Osbornellus asperus är en insektsart som beskrevs av Delong och Martinson 1976. Osbornellus asperus ingår i släktet Osbornellus och familjen dvärgstritar. Inga underarter finns listade i Catalogue of Life.